# پوچین او ساک
پوچین او ساک (فرانسوی: Poutchine au sac‎) که یکی از غذاهای اقوام متی است که از چربیِ گوشت گوساله، آرد، شکر قهوه‌ای، کشمش، مویز و شیر تهیه می‌شود.
این موارد را پس از مخلوط کردن در کیسه‌های پارچه‌ای یا شیشه‌ترشی ریخته و بخارپز می‌کنند و سپس آن را با سسی که از آرد ذرت، وانیل و جوز هندی تهیه می‌شود، سرو می‌کنند.